# 矢口洪一
矢口 洪一（やぐち こういち、1920年〈大正9年〉2月20日 - 2006年〈平成18年〉7月25日）は、日本の裁判官。第11代最高裁判所長官を務めた。父の矢口家治も裁判官。

## 略歴
- 第三高等学校、京都帝国大学法学部卒業
- 1943年 高等試験司法科試験に合格していたため、卒業と同時に海軍の法務見習尉官
- 1945年 海軍法務大尉、佐世保鎮守府軍法会議で終戦を迎える。司法修習は高輪1期
- 1948年 大阪地方裁判所
- 1950年 最高裁判所事務総局人事局付
- 1952年 東京地方裁判所
- 1954年 横浜地方裁判所
- 1955年 最高裁判所事務総局民事局付
- 1957年 最高裁判所事務総局民事局第二課長
- 1958年 最高裁判所事務総局経理局主計課長
- 1959年 最高裁判所事務総局経理局総務課長兼営繕課長
- 1962年 東京地方裁判所
- 1962年 最高裁判所事務総局総務局制度調査室長
- 1964年 東京地方裁判所
- 1968年 最高裁判所事務総局民事局長兼行政局長
- 1970年 最高裁判所事務総局人事局長
- 1976年 最高裁判所事務次長
- 1977年 浦和地方裁判所所長
- 1978年 東京家庭裁判所所長
- 1980年 最高裁判所事務総長
- 1982年 東京高等裁判所長官
- 1984年 最高裁判所判事
- 1985年 最高裁判所長官
- 1990年 最高裁判所長官を退任
- 1993年11月3日 勲一等旭日桐花大綬章受章[1]
- 2006年 下咽頭癌のため逝去、享年86

## 人物

### キャリアの特徴
裁判官生活の3分の2を法服ではなく背広姿で過ごした人は、矢口以外にはなく、事務総長をはじめ、総務・人事・行政・民事・経理と7局のうち、5局までを経験した。普通は、この中の1局でも担当すれば、最高裁行政の専門家として重きをなすのだが、矢口の場合は想像を超える最高裁の表裏のすべてに通じていた。そのため、「ミスター司法行政」の異名を取った。

### 公害問題への取り組み
熊本水俣病（チッソ）、新潟水俣病（昭和電工）、イタイイタイ病（三井金属鉱業）、四日市ぜんそく（昭和四日市石油・三菱化成・三菱樹脂・三菱モンサント（前記3社は現：三菱ケミカル）・中部電力・石原産業）の四大公害訴訟のときは、民事局長として、被害者の立証の難しさを緩和する理論を提唱し、早期解決に尽力した。

### 長官在任中の取り組み
長官就任の際には「行政や立法は未来を先取りする仕事。司法にも先取りしたい気持ちはあるが、それは必要最小限度」「しかし、決して消極主義ではない。必要があれば毅然と行使」する、「適正、迅速な裁判が永遠の課題」と述べた。
1988年、竹﨑博允判事（当時46歳）を、1989年には山室惠判事（当時42歳）をアメリカ合衆国に派遣、1990年、白木勇判事（当時45歳）をイギリスに派遣し、陪審制及び参審制の調査を行った。しかし、陪審・参審制度の導入を既定の方針とするのではなく、「究極において司法制度のあり方を決めるのは国民」という立場から、あくまで長期的な検討課題の一つとして位置づけた。この他、1988年6月に弁護士任官制度の整備、1989年3月に裁判傍聴人メモ解禁（法廷メモ訴訟）、1987年12月に法廷撮影の部分緩和など、国民と司法の距離を縮める必要性、裁判を法曹の専売特許にしてはいけないという思いから、様々な改革を行った。1989年12月13日の最高裁の裁判官会議で28都道府県にある41支部廃止と2支部新設を決定した（規則改正施行は1990年4月1日から）。
また、1987年に森林法共有林事件に関して、最高裁大法廷の裁判長として法務大臣権限法の規定により法務大臣が裁判所に対して意見陳述する許可を出した（最高裁大法廷の裁判結果は森林法の共有林分割禁止規定について違憲とする判決）。
1990年2月に矢口が定年を迎えるときに、後任の最高裁判所長官としては、最高裁判所の経理局長を務め、最高裁判所の新庁舎を建て、最高裁判所判事として4年3ヶ月のキャリアを持つ大内恒夫が有力と見られていた。しかし、矢口が選んだのは、最高裁判事15人の中で2番目に若い草場良八であり、当時、「13人飛び抜き人事」といわれた。
1990年12月19日の最高裁の裁判官会議で国籍条項のある中で外国人の司法修習生を「相当と認めた場合」に採用する際に日本の法令順守の誓約書を提出させていたのを1991年採用の45期修習生から廃止することを決定した。。
退官の際には「戦後40余年を経た司法が抱える色々な問題解決の糸口をつくってきた。司法の性格上、猫の目のように変わってはいけない面もあるが、固定化につながりやすいので、見直すきっかけをつくったということだ」と述べた。

### 退官後
2003年には「最高裁は実は違憲立法審査権を持った時から、もはや単なる司法機関ではなくなったのです。ある意味では政治機関です。そうした意味合いから、誤解を恐れずに言えば、長官は広い意味で政治家でなくてはならないと思います」と述べている。
死後、従二位に昇叙された（生前の位階は海軍法務大尉時代の正七位）。

## 著書
- 『最高裁判所とともに』有斐閣、1993年。ISBN 4641027021

## 評伝
- 御厨貴 『後藤田正晴と矢口洪一の統率力』 朝日新聞出版 2010年
  - 改題 『後藤田正晴と矢口洪一　戦後を作った警察・司法官僚』 ちくま文庫、2016年